# William N'Gounou
William Tonji N'Gounou (31 luglio 1983) è un calciatore nigerino, attaccante del FBK Balkan Malmö.

## Carriera

### Giocatore
Dopo aver giocato nella massima serie nigerina ha trascorso la gran parte della sua carriera nelle serie minori svedesi.

### Nazionale
È passato alla storia per essere il primo calciatore nigerino ad aver segnato in una Coppa d'Africa il 27 gennaio 2012. Prende parte anche alla Coppa d'Africa 2013, giocando gli ultimi undici minuti della partita pareggiata per 0-0 contro la Repubblica Democratica del Congo il 24 gennaio 2013.